# Franz Xaver Seppelt
Franz Xaver Seppelt (* 13. Januar 1883 in Breslau, Provinz Schlesien; † 25. Juli 1956 in München) war ein deutscher, römisch-katholischer Kirchenhistoriker. Bekannt wurde er vor allem durch seine Veröffentlichungen zur Geschichte des Papsttums.

## Leben und akademischer Werdegang
Seppelt wuchs auf der Breslauer Dominsel auf, wo sein Vater Leiter der Domschule war. Im Jahre 1902 erwarb Seppelt das Abitur am Breslauer Matthias-Gymnasium. Anschließend studierte er an der Theologischen Fakultät der Universität Breslau. Am 23. Juni 1906 wurde er in Breslau zum Priester geweiht, danach schloss er sein Studium an der Universität München ab.
Im Oktober 1907 wurde er an der Universität Breslau zum Doktor der Theologie mit der Dissertation „Der Kampf der Bettelorden an der Universität Paris in der Mitte des 13. Jahrhunderts“ promoviert. Anschließend war er zwei Jahre Kaplan an der St.-Jakobus-Kirche in Neisse. Es folgte ein einjähriger Habilitationsaufenthalt am deutschen Priesterkollegium Campo Santo Teutonico in Rom. Am 27. Juli 1910 habilitierte sich Seppelt mit der Schrift „Studien zum Pontifikat Coelestins V.“ und wurde danach als Privatdozent für Kirchengeschichte an die Universität Breslau berufen.
Auf Anregung von Max Sdralek, dem akademischen Lehrer Seppelts, wandte er sich vor allem der Kirchengeschichte des Bistums Breslau zu. So edierte er die Akten der Breslauer Diözesansynode von 1442, verfasste eine Studie über die ältesten Legenden über die hl. Hedwig (1914) und über die Anfänge der Wahlkapitulationen der Breslauer Bischöfe (1915). 1915 erhielt Seppelt ein beamtetes Extraordinariat an der Universität Breslau mit einem Lehrauftrag für Mittlere und Neuere Kirchengeschichte, die Patrologie und die Geschichte der Christlichen Kunst.
1920 wurde er ordentlicher Professor für die Kirchengeschichte des Mittelalters und der Neuzeit sowie der schlesischen Kirchengeschichte an derselben Hochschule. 1925 wurde Seppelt als Mitglied in das Breslauer Domkapitels berufen. In dieser Position erhielt er maßgeblichen Einfluss auf die Diözesanverwaltung, insbesondere die bauliche Erhaltung des Breslauer Doms. Er war wesentlich mitverantwortlich für die im Jahre 1934 durchgeführte Restauration des Inneren der Kathedrale.
Seppelt war zudem bis zur Machtergreifung durch die Nationalsozialisten 1933 auch kommunal- und regionalpolitisch tätig. Seit 1919 gehörte er für die Zentrumspartei dem Breslauer Stadtrat an, wobei er 1925 zum Fraktionsvorsitzenden seiner Partei gewählt wurde. Seit 1929 war er zudem Mitglied des schlesischen Provinziallandtages. Auch hier vertrat er seine Partei als Fraktionsvorsitzender. Da er den Nationalsozialismus offen ablehnte, endete seine politische Tätigkeit 1933. Den Vorsitz in der Historischen Kommission für Schlesien, deren Gründungsmitglied er war, legte er im Herbst 1933 nieder. 1944 wurde er kurzzeitig verhaftet.
Die akademische Lehrtätigkeit Seppelts in Breslau endete im Januar 1945 mit dem Einmarsch der sowjetischen Truppen in Schlesien. Nachdem er das Kriegsende in Briesnitz verbracht hatte, kehrte er zunächst in seine Heimatstadt zurück. Im Februar 1946 wurde Seppelt von polnischen Milizsoldaten schwer misshandelt. Kurze Zeit später wurde er aus Schlesien ausgewiesen und musste seine Heimatstadt am 25. April 1946 verlassen.
An der Universität München, wo Seppelt einst Mitglied des Kirchenhistorischen Seminars war, erhielt er noch im Jahre 1946 die Berufung auf den Lehrstuhl für Kirchengeschichte, an dem er bis zu seiner Emeritierung am 1. April 1952 tätig war. In dieser Zeit gab er einige kleinere Schriften (beispielsweise Das Bistum Breslau im Wandel der Jahrhunderte) heraus und hielt Vorträge über Themen der schlesischen Geschichte. Joseph Ratzinger, der spätere Papst Benedikt XVI., war in München einer seiner Hörer.

## DieGeschichte der Päpste
Neben der schlesischen Kirchengeschichte war vor allem die Papstgeschichte das Hauptbetätigungsfeld Seppelts. Bereits 1921 hatte Seppelt eine kurze Papstgeschichte von den Anfängen bis zur französischen Revolution in zwei kleineren Bänden verfasst, die später unter Einschluss einer Fortsetzung durch Klemens Löffler zu einem Band zusammengefasst in der Sammlung Kösel erschien und als illustrierte Papstgeschichte von den Anfängen bis zur Gegenwart ein großer Publikumserfolg wurde. 1964 wurde dieser Band von Georg Schwaiger neu bearbeitet herausgegeben.
Wissenschaftliche Bedeutung erlangte Seppelt vor allem durch die auf sechs Bände angelegte Geschichte des Papsttums, die zunächst im Verlag Jakob Hegner in Leipzig, später im Münchner Verlag Kösel erschien. 1931 erschien der erste Band Der Aufstieg des Papsttums, der die Papstgeschichte bis zum Regierungsantritt Gregors des Großen behandelte. Der zweite Band, der die Zeit bis zur Mitte des 11. Jahrhunderts behandelte, erschien 1934.
Anschließend erschienen die Bände IV und V. Der dritte Band konnte erst unmittelbar vor Seppelts Tod im Juli 1956 fertiggestellt werden. Ein Erscheinen dieses Bandes, der vor allem die Auseinandersetzung des Papsttums mit der weltlichen Macht im Hohen Mittelalter zum Gegenstand hatte, wäre zwischen 1933 und 1945 nicht möglich gewesen, da der Inhalt nicht der Ideologie der nationalsozialistischen Machthaber entsprach.
Nach dem Tode Seppelts gab sein Schüler Georg Schwaiger die Bände IV und V neubearbeitet heraus. Ein geplanter sechster Band, der die neueste Papstgeschichte nach der Französischen Revolution zum Gegenstand haben sollte, ist nie erschienen. Seppelts Papstgeschichte hat in der Fachwelt große Anerkennung gefunden. Hubert Jedin urteilte über Seppelts Werk:

„Ihr großer Vorzug vor anderen Werken bleibt, dass sie verhältnismäßig ausführlich und zuverlässig den Stand der Forschung wiedergibt, ohne den eigenen Standpunkt zu verleugnen. Sie vermeidet eigenwillige Sonderansichten und polemische Husarenritte, wie sie in Hallers Papsttum nicht selten begegnen, sie geht auch nicht so weit in die Einzelheiten wie die Papstgeschichte von Ludwig v. Pastor.“

Georg Schwaiger urteilte:

„[…] wandte er sich seit 1921 der Papstgeschichte zu und wurde darin in drei Jahrzehnten souveräner Meister. In stillschweigender Korrektur und Ergänzung zu Erich Caspar, J. Haller und L. v. Pastor schuf er kritisch und maßvoll konservativ sein Lebenswerk.“

 1943 erhielt Seppelt nicht zuletzt auch als Anerkennung für seine Papstgeschichte den Titel eines Päpstlichen Hausprälaten.

## Ehrungen
- 1953: Großes Verdienstkreuz der Bundesrepublik Deutschland
- 1956: Ehrenmitglied der K.D.St.V. Winfridia Breslau (seit 1948 in Münster) im CV

## Schriften (Auswahl)
- Der Kampf der Bettelorden an der Universität Paris in der Mitte des 13. Jahrhunderts, Diss. Breslau 1907.
- Die Breslauer Diözesansynode vom Jahr 1442, Breslau 1912.
- Geschichte des Bistums Breslau. Breslau 1929 (= Real-Handbuch des Bistums Breslau. Band 1).
- Papstgeschichte von den Anfängen bis zur Gegenwart, 5. Aufl., München 1949, neu bearbeitet von Georg Schwaiger, 1964.
- Geschichte der Päpste. Band 1–2, 2. Aufl., München 1954–1955; Band 3, München 1956; Bände 4–5, 2. Aufl., München 1957–1959 (neu bearbeitet von Georg Schwaiger).